# Enter the Matrix
Enter the Matrix is een computerspel uit 2003 voor de Nintendo GameCube. Het verhaal van het spel loopt parallel aan de Amerikaanse film The Matrix Reloaded. In het spel moeten de personages Niobe en Ghost zich een weg banen door de Matrix, om uiteindelijk Neo bij te staan in het gevecht tegen agent Smith en zijn volgelingen. Het spel kan met de muis, toetsenbord of gamepad bestuurd worden.

## Platforms
| Platform      | Jaar |
| ------------- | ---- |
| GameCube      | 2003 |
| PlayStation 2 | 2003 |
| Windows       | 2003 |
| Xbox          | 2003 |

## Ontvangst
| Beoordeeld door                 | Platform      | Datum            | Score |
| ------------------------------- | ------------- | ---------------- | ----- |
| Fragland.net                    | Windows       | 15 augustus 2003 | 77%   |
| PSX Extreme                     | PlayStation 2 | 2 juni 2003      | 77%   |
| PC Gameplay (Benelux)           | Windows       | juni 2003        | 70%   |
| allaboutgames.co.uk             | PlayStation 2 | 30 juni 2003     | 70%   |
| Game Chronicles                 | Xbox          | 28 mei 2003      | 68%   |
| IGN                             | Windows       | 20 mei 2003      | 66%   |
| GamePro (VS)                    | GameCube      | 23 mei 2003      | 60%   |
| Digital Entertainment News (DK) | Xbox          | 1 augustus 2003  | 55%   |
| Jeuxvideo.com                   | Xbox          | 16 mei 2003      | 55%   |
| Absolute Games (AG.ru)          | Windows       | 20 mei 2003      | 40%   |